# Бобонич Петро Петрович
Бобонич Петро Петрович (Petro Bobonych, Petro Bobonich) - це український науковець, кандидат фізико-математичних наук, старший науковий співробітник, доцент та винахідник. Народився 19 червня 1942 у смт. Міжгір'я Закарпатської області.

## Життєпис
Бобонич Петро Петрович народився в смт. Міжгір'ї Закарпатської області 19 червня 1942 року в сім'ї службовців. В 1949 році поступив в Міжгірську середню школу, яку закінчив в 1959 році. Два роки працював лаборантом Міжгірської середньої школи. В Ужгородський державний (сьогодні — національний) університет поступив в 1961 році. З першого курсу його призвали до військової служби. З 1964 року він продовжував навчатися на фізико-математичному факультеті (згодом фізичному). Закінчив Ужгородський державний університет (УжДУ) за спеціальністю «фізика». З 1974 року працює в УжДУ на посаді інженера, а далі на посадах молодшого та старшого наукового співробітника.
Автор понад 150 наукових статей, тез доповідей та матеріалів, методичних посібників и підручників. Перший винахід зробив в 1976 році. В 1978 році йому дали медаль «Изобретатель СССР».
Захистив кандидатську дисертацію в Чернівецькому університеті в 1989 році. Тема дисертації «Оптичне випромінювання складних сульфідів миш'яку при електронному збудженні». Під час довгорічної праці над дисертацією Петро Бобонич при дослідженні взаємодії електронів з поверхнею твердих тіл (в тому числі напівпровідників) виявив нові властивості випромінювання поверхні складних напівпровідникових сполук та металів. Ним було встановлено, що оптичне випромінювання при електронному збуджені поверхні твердих тіл поширюється під кутом, близьким до 54 градусів та є постійним при будь-якому куті падіння електронів. За матеріалами дослідження була подана заявка на видачу диплома на наукове відкриття «Властивості емісії фотонів із поверхні твердого тіла під постійним кутом при електронному збудженні», зареєстрованим у Всесоюзному науково-дослідному інституті державної патентної експертизи (м. Москва) під номером         № ЕП-61-ОТ-12090 від 7.02.1991 г.
Пріоритет по виявленому ефекту був зафіксований по авторському свідоцтву колишнього СРСР під назвою «Спосіб дослідження поверхні твердих тіл при електронному збуджені», причому способу присвоєно ім'я винахідника. За результатами дослідження він написав наукові праці в наукових журналах та представив на наукових конференціях. Цей ефект став основою його дисертації.
В 1990 році на ВДНГ України отримав золоту медаль та диплом першого ступеню за розробку еталонних спектральних ламп. При розробці нових по суті фотоприймачів та дослідженню їх властивостей ним виявлений новий ефект під назвою «Фотоелектричний ефект інверсії знаку електрорушійної сили». Встановлено, що при дії на нові розроблені фотоприймачі монохроматичним світлом від ультрафіолетового до інфрачервоного світла відбувається так звана інверсія (зміна) знаку фотоелектрорушійної сили (фотоерс). Окрім того при падінні монохроматичного світла на колектор чи емітер фотоприймача також відбувається реєстрація зміни знаку електрорушійної сили від плюса до мінуса відповідно.  Державне відомство України з патентів присвоїло назві ефекту прізвище Бобонича. На посаді старшого наукового співробітника кандидат фізико-математичних наук Бобонич Петро Петрович займався науковими дослідженнями, розробляв прилади для наукових та навчальних лабораторій. Бобонич Петро Петрович зараз знаходиться на науковій пенсії. На посаді доцента в УжНУ Бобонич Петро для студентів медичного факультету читав курс «Медична та біологічна електроніка». Під час наукової та викладацької роботи в УжНУ займався розробками в області медичного приладобудування з метою створення простих та дуже необхідних приладів для діагностики і лікування різних захворювань.
Під час дослідження багатошарових напівпровідників ним були виявлені два нові ефекти, зв'язані з інверсією знаку фотоерс. Загальний ефект Бобонича полягає в тому, що при дії на фотоприймач із структурою р-n-р-n-типу монохроматичним світлом від ультрафіолетової до інфрачервоної області довжини світла відбувається зміна знаку фотоелектрорушійної сили (фотоерс) із знаку «–» на «+». Спеціальний ефект Бобонича полягає в тому, що при дії монохроматичним світлом на перший р-шар фотоприймача, який є анодом його структури p-n-p-n-типу, виникає на його виході знак фотоерс «+», а при дії монохроматичним світлом на останній n-шар, який є катодом фотоприймача, на виході фотоприймача виникає знак фотоерс «–».
За результатами Всеукраїнського конкурсу «Винахід-2006» Бобонич П. П. отримав диплом за третє місце в абсолютній номінації за неінвазійний глюкометр. Неінвазійним глюкометром, який він розробив, цікавились в Сінгапурі, Китаї, Ізраїлі, США, Канаді, Росії та багатьох інших країн. В Росії цим приладом зацікавився Росздравнадзор(Росоздоровнагляд), яким було проведено перші дослідження для розробки глюкометрів та отримано позитивний відгук про роботу неінвазійних глюкометрів. Через рік, в 2009 році, Бобонич Петро отримав диплом та перше місце по Закарпатській області в конкурсі «Винахід-2008» за оптичний томограф для діагностики захворювання молочної залози жінок. Цей прилад зміг би дати можливість діагностувати захворювання без застосування рентгенівського проміння, яке є шкідливим для людей.
Він розробив нові неінвазійні глюкометри: наручний годинник-глюкометр та каблучку-глюкометр.
В 2012 році Бобонич Петро отримав диплом і перше місце по Закарпатській області в конкурсі «Винахід-2011» за глюкометр, який був виготовлений у вигляді наручного годинника. Цей винахід можна використати також для введення інсуліну за допомогою інсулінового насоса, який програмується через глюкометр-наручний годинник.
У 2014 році Бобонич П. П. став лауреатом конкурсу «Найкращий Закарпатець-2013» і нагороджений нагрудним знаком «Віжи-3000» за № 310.
Бобонич П. П. розробив і запатентував приставки до мобільних пристроїв для вимірювання концентрації глюкози крові у хворих на діабет.
Має 22 авторські свідоцтва колишнього СРСР, 89 патентів України та 6 патентів РФ.

## Праці
- Бобонич П. П., Лазар В. Ф. Природа оптического излучения из поверхности твердых тел // Стеклообразные полупроводники: Тез. Докл. Всесоюз. Конф. — Л.: ФТИ АН СССР, 1985. — С. 131—132. — Текст рос. мовою.
- Бобонич П. П., Довгошей Н. И. Особенности оптического излучения полупроводников Ag3AsS3 при возбуждении их електронами // ФТП. — № 19, № 12. — С. 2194—2195. — Текст рос. мовою.
- Бобонич П. П., Довгошей Н. И. Механизм оптического излучения, возникающего при бомбардировке поверхности твердых тел электронами малых энергий / Ужгород. ун-т. — Ужгород, 1985. — 9 с. –Деп. В УкрНИИНТИ 1. 04. 85, № 659 Ук-85. — Текст рос. мовою.
- Бобонич П. П. Характеристики и механізм оптического излучения пленок As2S3 при возбуждении их электронами малых энергий // ХХ Всесоюз. конф. Ппо эмиссионной электронике: Тез. Докл. — Киев: ИФ АН УССР, 1987. — С. 63. — Текст рос. мовою.
- Бобонич П. П., Бобонич Е. П. Використання фотоперетворювачів електричного струму // Науковий вісник Ужгородського університету. _ Серія — Фізика , 2002. Вип. 12. — С. 53-54.
- Бобонич П. Фотоприймачі з інверсією знаку електрорушійної сили // Винахідник і раціоналізатор — 2005. — № 5. — С. 4.
- Бобонич П. Фізичний принцип дії моніторингу глюкози крові // Винахідник і раціоналізатор — 2005. — № 5. — С. 5.
- Бобонич Петро. Світлий шлях / П. Бобонич //Українська технічна газета. — 2008. — № 19-20. — С. 17. Зі змісту: [про Теребле-Рікску ГЕС]. –С. 17.

## Патенти
1. Бобонич П. П. Способ Бобонича П. П. исследования электронной структуры твердых тел // А.с. СРСР № 1324433 від 7.05.1984 р. — Текст рос. мовою.
2. Бобонич П. Спосіб керування диференциальним фотоелементом (за ефектом Бобонича П. П.) // Патент України № 71109 А від 05.12.2003 р. Бюл. № 1, 2005.
3. Бобонич П. Спосіб керування диференциальним фотоелементом (за ефектом Бобонича П. П.) // Патент України № 71110 А від 05.12.2003 р. Бюл. № 1, 2005.
4. Бобонич П. П., Бобонич Е. П. Диференціальна оптопара та спосіб її виготовлення (по ефекту Бобонича П. П.) // Патент України № 73704 А від 05.12.2003 р. Бюл. № 8, 2005.
5. Бобонич П. П., Кудрявцев М. М., Бобонич Е. П. Неінвазійний мобільний глюкометр // Патент України № 87480 U від 10.02.2014 р. Бюл. № 3, 2014.
6. Бобонич П. П., Кудрявцев М. М., Бобонич Е. П. Неінвазійна приставка-глюкометр до мобільного телефону // Патент України № 92611 U від 26. 08. 2014 р. Бюл. № 16, 2014.
7. Бобонич П. П., Кудрявцев М. М., Бобонич Е. П. Неінвазійний мобільний глюкометр з приставкою для вимірювання глюкози крові до нього // Патент України № 88220 U від 11. 03. 2014 р. Бюл. № 5, 2014.
8. Бобонич П. П., Кудрявцев М. М., Бобонич Е. П. Неінвазійний мобільний глюкометр з приставкою для вимірювання глюкози крові до нього // Патент України № 88221 U від 11. 03. 2014 р. Бюл